# Xã Troy, Quận Athens, Ohio
Xã Troy (tiếng Anh: Troy Township) là một xã thuộc quận Athens, tiểu bang Ohio, Hoa Kỳ. Năm 2010, dân số của xã này là 2.617 người.